# Txiki Benegas
José María Benegas Haddad (Caracas, 25 de julio de 1948-Madrid, 25 de agosto de 2015), más conocido como «Txiki» Benegas, fue un político y abogado español. Miembro del Partido Socialista de Euskadi integrado en el Partido Socialista Obrero Español. Licenciado en Derecho, fue diputado en las Cortes desde 1977, obteniendo la última vez el escaño en 2011 por Vizcaya. Fue miembro de la Comisión Ejecutiva Federal del PSOE como secretario de Organización y como vocal, siendo clave su participación en el Congreso de Suresnes para la elección de Felipe González como líder de la organización. Fue importante su aportación en el debate del proyecto de la Constitución de 1978 y del Estatuto de Guernica de 1979.

## Biografía
Nació en Venezuela, hijo de padre español (el abogado donostiarra José María Benegas Echeverría, militante del Partido Nacionalista Vasco y exiliado en Venezuela a causa de la guerra civil española) y de madre venezolana de origen judeo-libanés, Doris Haddad. Su hermana Doris Benegas (1951-2016) fue una política nacionalista castellana y presidenta del partido Izquierda Castellana, la cual se presentó a las elecciones europeas de 2009 como número dos de la candidatura Iniciativa Internacionalista, que encabezó Alfonso Sastre.
Estaba casado con Maite Urabayen, con la que tuvo dos hijos, Teresa y Pablo Benegas (1976), este último integrante del grupo musical español La Oreja de Van Gogh.

### Trayectoria política
Ocupó el cargo de consejero de Interior en el Consejo General Vasco presidido por Ramón Rubial en 1978. Fue este un órgano preautonómico del País Vasco que existió entre enero de 1978 y abril de 1980, cuando una vez aprobado el Estatuto de Autonomía del País Vasco y realizadas las primeras elecciones autonómicas, se formó el primer Gobierno Vasco tras la Transición a la democracia en España, presidido por Carlos Garaikoetxea.
Tras las elecciones autonómicas de febrero de 1984, la escisión del Partido Nacionalista Vasco (PNV), con la subsiguiente formación de Eusko Alkartasuna (EA), nuevo partido nacionalista liderado por el exlendakari Carlos Garaikoetxea, produjo una situación de inestabilidad política que desembocó, por parte del lendakari José Antonio Ardanza, en la disolución del parlamento vasco y la convocatoria de elecciones anticipadas que se celebraron el 30 de noviembre de 1986. Con una participación del 71,04 % del electorado, el PSE-PSOE, con Txiki Benegas como candidato a lendakari, obtuvo 19 escaños (con el 22,03 % de los votos), los mismos que en 1984. El PNV consiguió 17 escaños (con el 23,65 % de los votos), 15 menos que en la anterior legislatura. La recién creada Eusko Alkartasuna obtuvo 13 escaños (15,88 % de los votos); Herri Batasuna consiguió 13 escaños (17,49 % de los votos), dos más que en 1984; Euskadiko Ezkerra nueve escaños (tres más que en 1984), Coalición Popular consiguió solo dos escaños frente a los siete de 1984; el CDS logró dos escaños (en 1984 no había obtenido representación). Tras unas negociaciones iniciales con Eusko Alkartasuna y Euskadiko Ezkerra, que se frustraron por las exigencias de Carlos Garaikoetxea (entre ellas las de ser lendakari), Benegas renunció. Se emprendieron negociaciones entonces entre el PSE-PSOE y el PNV, que culminaron al aceptar los socialistas apoyar a José Antonio Ardanza como lendakari, constituyendo un gobierno de coalición con Jáuregui como vicelendakari y seis consejeros socialistas y otros seis consejeros del PNV. Benegas renunció a formar parte del ejecutivo. A su vez, la presidencia del parlamento vasco correspondió al socialista Jesús Eguiguren. 
Benegas formó parte de los miembros que negociaron y firmaron los acuerdos de Madrid (1987) y el Pacto de Ajuria Enea el 12 de enero de 1988 contra el terrorismo. En el año 2000 se le atribuye haber realizado una propuesta al entonces Secretario General socialista José Luis Rodríguez Zapatero para iniciar un proceso de fin de la violencia en el País Vasco y que es el que, con la tregua de ETA de 2006, siguió el Presidente del Gobierno según otro informe elaborado por el diputado del PP, Jaime Ignacio del Burgo.
Falleció en Madrid el 25 de agosto de 2015, a los 67 años de edad. En el momento de su fallecimiento era diputado por Vizcaya y Vicepresidente Primero de la Comisión de Exteriores en el Congreso de los Diputados. Fue sustituido en el Congreso por la siguiente en la lista socialista por Vizcaya, Loly de Juan de Miguel, exalcaldesa de Basauri.

## Publicaciones
Publicó varias obras, generalmente ensayos sobre el terrorismo de ETA y fue habitual articulista en distintos diarios nacionales. De sus obras destacan: El principio de la esperanza y Euskadi: sin la paz nada es posible en 1984; La razón socialista, 1990, El socialismo de lo pequeño, 1995; Poemas del amor y de la dictadura y Una propuesta de paz, 2000, Diccionario de terrorismo, 2004; Ramón Rubial, 20 años en las cárceles de Franco, 2006; Diario de una tregua, 2007; Recuerdo a Enrique Casas, 2009.

## Distinciones honoríficas
- Caballero Gran Cruz de la Orden del Mérito Civil (Reino de España, 28/08/2015). A título póstumo.[5]